# Jordan Spieth
Jordan Alexander Spieth (* 27. července 1993, Dallas, Texas) je americký profesionální golfista a bývalá světová jednička. Je čtyřnásobným major vítězem a vítězem FedEx Cupu 2015. V současnosti (2019) působí na americké PGA Tour. Profesionálem se stal v roce 2012.

## Život
Jordan Spieth se narodil 27. července 1993 v texaském Dallasu, kde dodnes žije. Vystudoval Texaskou univerzitu v Austinu. Má dva mladší sourozence, bratra Stevena a sestru Ellie. V současnosti je ženatý a má ročního syna Sammyho. Golf se učil hrát v Brookhaven Country Club v Dallasu.

## Kariéra
Spieth je trojnásobným vítězem major turnajů, na svém kontě má Masters 2015, US Open 2015 a The Open Championship 2017.
K zisku kariérního Grandslamu mu zbývá vyhrát PGA Championship, kde v roce 2015 skončil druhý. Celkem za svou profesionální kariéru vyhrál 16 turnajů, z toho 13 na PGA Tour.

## Profesionální vítězství (16)

### Turnaje PGA Tour (13)
| Legenda                        |
| Major turnaje (3)              |
| Turnaje playoff FedEx Cupu (1) |
| Ostatní turnaje PGA Tour (9)   |

| No. | Rok  | Turnaj                          | Skóre           | Skóre k paru | Náskok  | Další v pořadí                         |
| --- | ---- | ------------------------------- | --------------- | ------------ | ------- | -------------------------------------- |
| 1   | 2013 | John Deere Classic              | 70-65-65-65=265 | −19          | Playoff | David Hearn, Zach Johnson              |
| 2   | 2015 | Valspar Championship            | 70-67-68-69=274 | −10          | Playoff | Sean O'Hair, Patrick Reed              |
| 3   | 2015 | Masters Tournament              | 64-66-70-70=270 | −18          | 4 rány  | Phil Mickelson, Justin Rose            |
| 4   | 2015 | U.S. Open                       | 68-67-71-69=275 | −5           | 1 rána  | Dustin Johnson, Louis Oosthuizen       |
| 5   | 2015 | John Deere Classic (2)          | 71-64-61-68=264 | −20          | Playoff | Tom Gillis                             |
| 6   | 2015 | Tour Championship               | 68-66-68-69=271 | −9           | 4 rány  | Danny Lee, Justin Rose, Henrik Stenson |
| 7   | 2016 | Hyundai Tournament of Champions | 66-64-65-67=262 | −30          | 8 rány  | Patrick Reed                           |
| 8   | 2016 | Dean & DeLuca Invitational      | 67-66-65-65=263 | −17          | 3 rány  | Harris English                         |
| 9   | 2017 | AT&T Pebble Beach Pro-Am        | 68-65-65-70=268 | −19          | 4 rány  | Kelly Kraft                            |
| 10  | 2017 | Travelers Championship          | 63-69-66-70=268 | −12          | Playoff | Daniel Berger                          |
| 11  | 2017 | The Open Championship           | 65-69-65-69=268 | −12          | 3 rány  | Matt Kuchar                            |
| 12  | 2021 | Valero Texas Open               | 67-70-67-66=270 | −18          | 2 rány  | Charley Hoffman                        |
| 13  | 2022 | RBC Heritage                    | 69-68-68-66=271 | −13          | Playoff | Patrick Cantlay                        |

Statistiky v playoff na PGA Tour (5–4)
| No. | Rok  | Turnaj                 | Soupeř(i)                    | Výsledek                                                                                    |
| --- | ---- | ---------------------- | ---------------------------- | ------------------------------------------------------------------------------------------- |
| 1   | 2013 | John Deere Classic     | David Hearn, Zach Johnson    | Vyhrál díky paru na páté extra-jamce                                                        |
| 2   | 2013 | Wyndham Championship   | Patrick Reed                 | Prohrál proti birdie na druhé extra-jamce                                                   |
| 3   | 2015 | Valspar Championship   | Sean O'Hair, Patrick Reed    | Vyhrál díky birdie na třetí extra-jamce                                                     |
| 4   | 2015 | Houston Open           | J. B. Holmes, Johnson Wagner | Holmes vyhrál díky paru na druhé extra-jamce Spieth vyřazen proti paru na první extra-jamce |
| 5   | 2015 | John Deere Classic     | Tom Gillis                   | Vyhrál díky paru na druhé extra-jamce                                                       |
| 6   | 2017 | Travelers Championship | Daniel Berger                | Vyhrál díky birdie na první extra-jamce                                                     |
| 7   | 2017 | The Northern Trust     | Dustin Johnson               | Prohrál proti birdie na první extra-jamce                                                   |
| 8   | 2022 | RBC Heritage           | Patrick Cantlay              | Vyhrál díky paru na první extra-jamce                                                       |
| 9   | 2023 | RBC Heritage           | Matt Fitzpatrick             | Prohrál proti birdie na třetí extra-jamce                                                   |

### Turnaje PGA Tour of Australasia (2)
| Legenda                                     |
| Vlajkové turnaje (2)                        |
| Ostatní turnaje PGA Tour of Australasia (0) |

| No. | Rok  | Turnaj                        | Skóre           | Skóre k paru | Náskok  | Další v pořadí             |
| --- | ---- | ----------------------------- | --------------- | ------------ | ------- | -------------------------- |
| 1   | 2014 | Emirates Australian Open1     | 67-72-69-63=271 | −13          | 6 ran   | Rod Pampling               |
| 2   | 2016 | Emirates Australian Open1 (2) | 69-70-68-69=276 | −12          | Playoff | Ashley Hall, Cameron Smith |

1Turnaj je zároveň i součástí OneAsia Tour
Statistiky v playoff na PGA Tour of Australasia (1–0)
| No. | Rok  | Turnaj                   | Soupeři                    | Výsledek                                |
| --- | ---- | ------------------------ | -------------------------- | --------------------------------------- |
| 1   | 2016 | Emirates Australian Open | Ashley Hall, Cameron Smith | Vyhrál díky birdie na první extra-jamce |

### Ostatní turnaje (1)
| No. | Rok  | Turnaj               | Skóre           | Skóre k paru | Náskok | Další v pořadí |
| --- | ---- | -------------------- | --------------- | ------------ | ------ | -------------- |
| 1   | 2014 | Hero World Challenge | 66-67-63-66=262 | −26          | 10 ran | Henrik Stenson |